# Tučepi
Tučepi so naselje na Hrvaškem, ki upravno spada pod občino Tučepi; le-ta pa spada pod Splitsko-dalmatinsko županijo.

## Geografija
Naselje leži pod gorskim masivom Biokova ob glavni cesti Split - Dubrovnik okoli 5 km jugovzhodno od Makarske. Kraj odlikujejo prostrane peščene plaže in borovi gozdički v  katerih je postavljenih več turističnih objektov. V dobro zavarovanem manjšem pristanišču z okoli 100 m dolgim valobranom v obliki črke "L" stoji svetilnik. Tu lahko pristajajo plovila dolga do 15 m. Globina morja v pristanu je do 4 m.
Iz pomorske karte je razvidno, da svetilnik, ki stoji na koncu valabrana, oddaja signal: R Bl 5s. Nazivni domet svetilnika je 4 milje.

## Gospodarstvo
Glavna gospodarska dejavnost v občini je turizem. Tučepi so se razrastli v pravi turistični kompleks s sedmimi hoteli: (H.Alga, H.Jadran, H.Kaštelet, H.Lavurentum, H.Neptun, H.Villa Marja, H.Afrodita), vilami in drugimi objekti.

## Zgodovina
Področje, kjer stoji današnje naselje, je bilo poseljeno že v antiki. V starih listinah je 1434 prva omenjena cerkev sv. Jurja, ki danes stoji neposredno ob ohotelu Jadran. Cerkev je bila grajena v prehodnem slogu iz romanike
v gotiko. V cerkev so vzidani rimski kapitlji, ob njej paje rimska nagrobna stela, srednjeveška nagrobna plošča in dva stečeka.  Na pokopališču stoji baročna cerkvica v kateri so shranjeni fragmenti starikrščanske bazilike, ki je stala postavljena v neposredni bližini.

## Demografija
| Pregled števila prebivalcev po letih | Pregled števila prebivalcev po letih | Pregled števila prebivalcev po letih | Pregled števila prebivalcev po letih | Pregled števila prebivalcev po letih | Pregled števila prebivalcev po letih | Pregled števila prebivalcev po letih | Pregled števila prebivalcev po letih | Pregled števila prebivalcev po letih | Pregled števila prebivalcev po letih | Pregled števila prebivalcev po letih | Pregled števila prebivalcev po letih | Pregled števila prebivalcev po letih | Pregled števila prebivalcev po letih | Pregled števila prebivalcev po letih |
| ------------------------------------ | ------------------------------------ | ------------------------------------ | ------------------------------------ | ------------------------------------ | ------------------------------------ | ------------------------------------ | ------------------------------------ | ------------------------------------ | ------------------------------------ | ------------------------------------ | ------------------------------------ | ------------------------------------ | ------------------------------------ | ------------------------------------ |
| 1857                                 | 1869                                 | 1880                                 | 1890                                 | 1900                                 | 1910                                 | 1921                                 | 1931                                 | 1948                                 | 1953                                 | 1961                                 | 1971                                 | 1981                                 | 1991                                 | 2001                                 |
| 871                                  | 1091                                 | 1118                                 | 1289                                 | 1494                                 | 1693                                 | 1693                                 | 1533                                 | 1579                                 | 1593                                 | 1449                                 | 1500                                 | 1632                                 | 1760                                 | 1763                                 |